# Andréi Riábushkin
Andréi Petróvich Riábushkin ( en ruso: Андре́й Петро́вич Ря́бушкин; 17 de octubrejul./ 29 de octubre de 1861greg. - 27 de abriljul./ 10 de mayo de 1904greg.) fue un pintor ruso. Sus principales obras se dedicaron a la vida de los rusos comunes del siglo XVII.

## Biografía

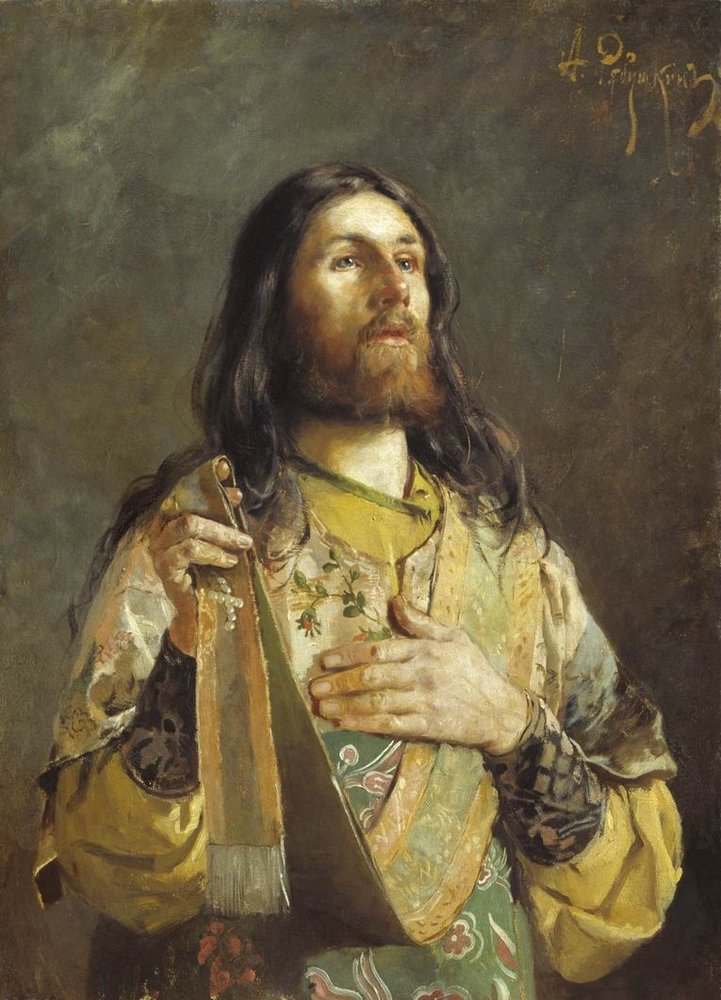
El diácono.

Andréi Petróvich Riábushkin nació en el pueblo Stanichnaya sloboda, uyezd de Borisoglebskiy, provincia de Tambov en 1861. Su padre y su hermano eran pintores de iconos, y comenzó a ayudarlos desde su más tierna infancia. A los 14 años quedó huérfano. Estudiante de la Escuela de Pintura, Escultura y Arquitectura de Moscú A. J. Preobrazhenski, que pasó el verano en el pueblo, vio los dibujos del niño y quedó muy impresionado con ellos. Comenzó a darle lecciones y lo ayudó a ingresar a la antedicha escuela. Riábushkin fue uno de los estudiantes más jóvenes de la escuela.
Riábushkin permaneció durante siete años (1875-1882) en la Escuela de Moscú, aprendiendo de Vasili Perov e Illarion Pryanishnikov. Su primera gran obra Peasant Wedding fue comprada por Pável Tretiakov en 1880. Después de la muerte de Vasiliy Perov, Riábushkin se mudó a San Petersburgo en 1882 y entró en la Academia Imperial de las Artes, donde aprendió de Pável Chistiakov. Sin embargo, las clases pronto lo decepcionaron y comenzó a pasar cada vez más tiempo en la biblioteca de la academia o dibujando en las calles.
Sus estudios en la academia terminaron en 1892. No recibió un premio por su trabajo de diploma, Descenso de la Cruz, como se esperaba, porque no siguió el proyecto aprobado. Pero el trabajo fue tan bueno que el presidente de la academia, el gran duque Vladimir Aleksándrovich, proporcionó a Riábushkin un estipendio para viajes y estudios en el extranjero por sus propios medios. En lugar de ir a Italia o París, Riábushkin decidió hacer un recorrido por las antiguas ciudades rusas (Nóvgorod, Kiev, Moscú, Úglich, Yaroslavl). Los habitantes de ellos se convirtieron en sus primeros modelos y sus primeros críticos. Estudió la arquitectura antigua, artículos de artesanía popular, armas antiguas, tejidos, tapices, bordados, iconos, etcétera. Leyó libros antiguos y recopiló folclore del país.

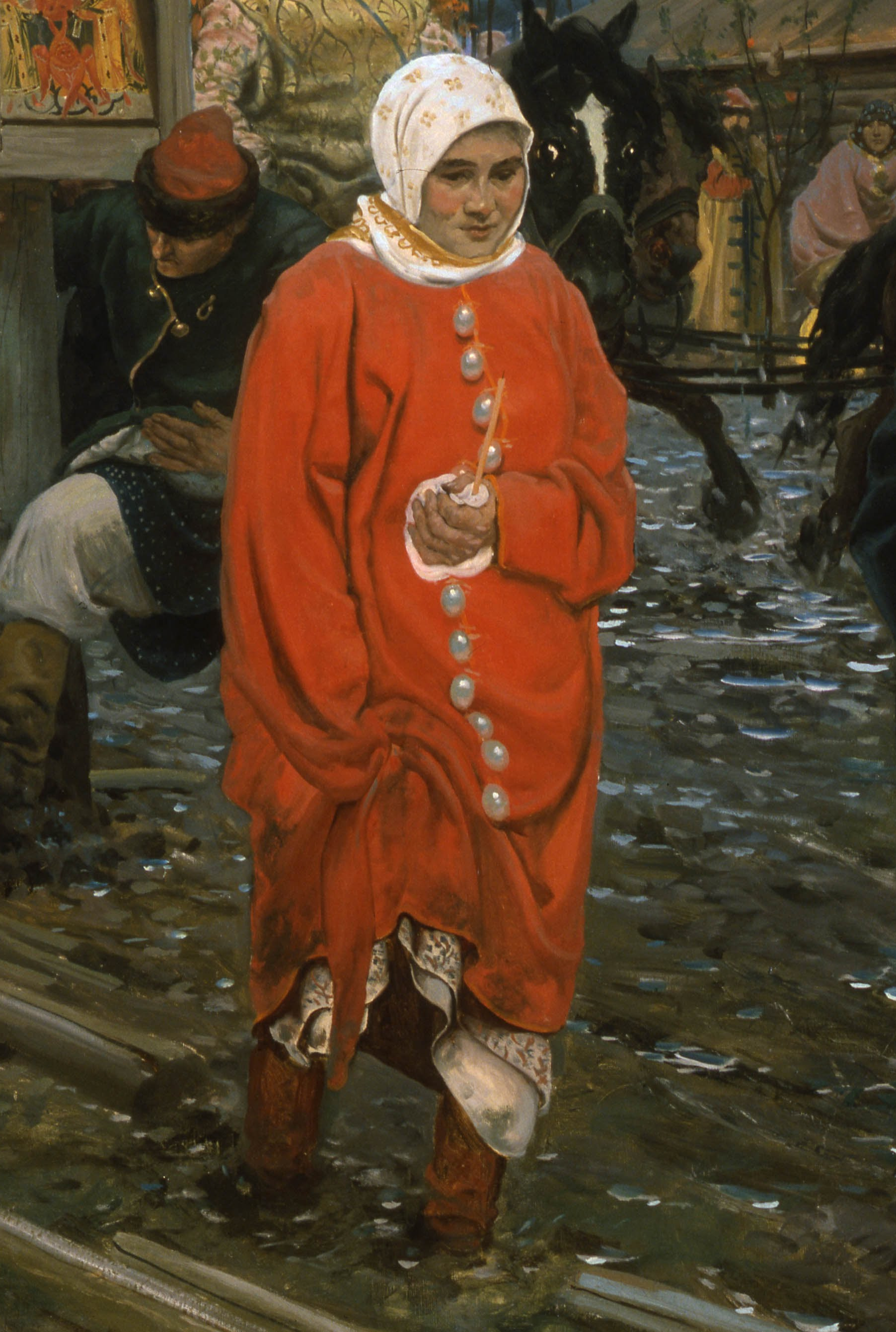
Detalle de Московская улица XVII века в праздничный день. Calle de Moscú del en un día festivo de 1895.

Participó en las exposiciones de Peredvízhniki en 1890, 1892 y 1894, pero después rompió con el movimiento.
En la década de 1890 vivió y trabajó en la finca de su amigo V. F. Tymenev en la ciudad de Liubán (provincia de Nóvgorod, actual el óblast de Leningrado). En 1901 construyó un estudio en un pueblo de Didvino cerca de Lubvino y de la finca de su amigo I. Belyaev.
Sus pinturas se dedicaron principalmente al siglo XVII. También trabajó en frescos para la Catedral de Santa Sofía de Nóvgorod, y mosaicos para la Iglesia del Salvador sobre la Sangre Derramada en San Petersburgo. Hay 24 de sus mosaicos en las paredes de la Iglesia del Salvador en Sangre (17 en el interior y siete en el exterior), realizados entre 1897 y 1900. A finales del siglo XIX, se interesó por la vida de los campesinos rusos contemporáneos (pinturas como Bebida de té y Un joven interrumpiendo la danza de las niñas).
El profundo estudio de la historia hizo que sus pinturas fueran muy fiables, pero no despertaron simpatía en sus contemporáneos. A diferencia de Vasili Súrikov, quien utilizó los dramáticos episodios históricos como temas, Riábushkin pintó la vida cotidiana del siglo XVII. Sus obras carecen de acción, no representan conflictos sociales, como gustaba a los demócratas. Por otro lado, no eran tan 'hermosos' para reflejar los gustos de los conservadores ricos. Nadie sabía dónde colocar las pinturas de Riábushkin y simplemente no las aceptó.
En 1903, a Riábushkin le diagnosticaron tuberculosis. Fue a Suiza para recibir tratamiento, pero no ayudó. Murió en su estudio de Didvino el 27 de abril de 1904. Está enterrado en Liubán y su tumba está protegida como monumento cultural.

## Obras más seleccionadas

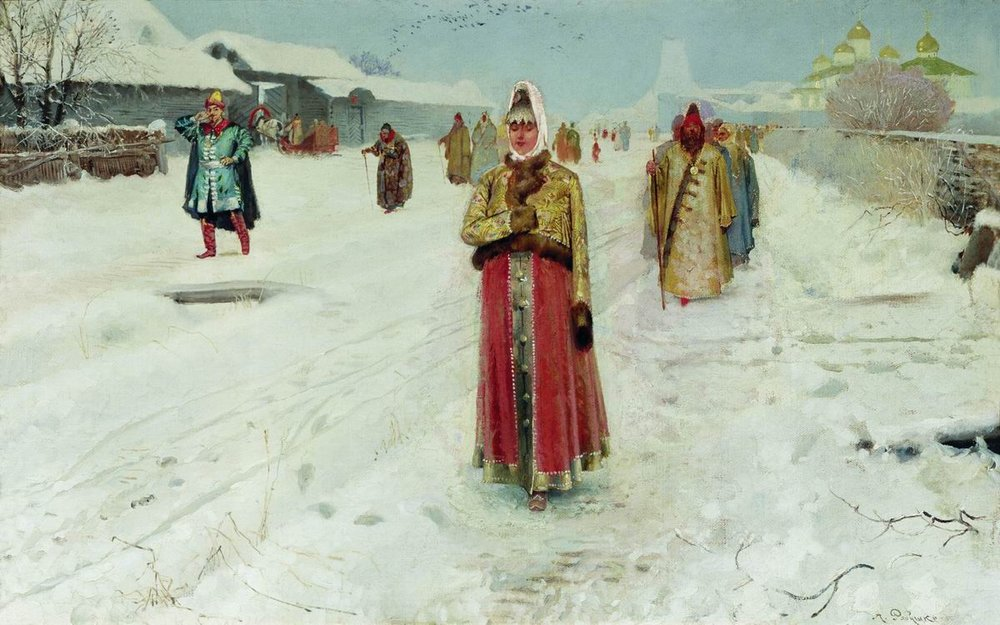
Domingo. 1889
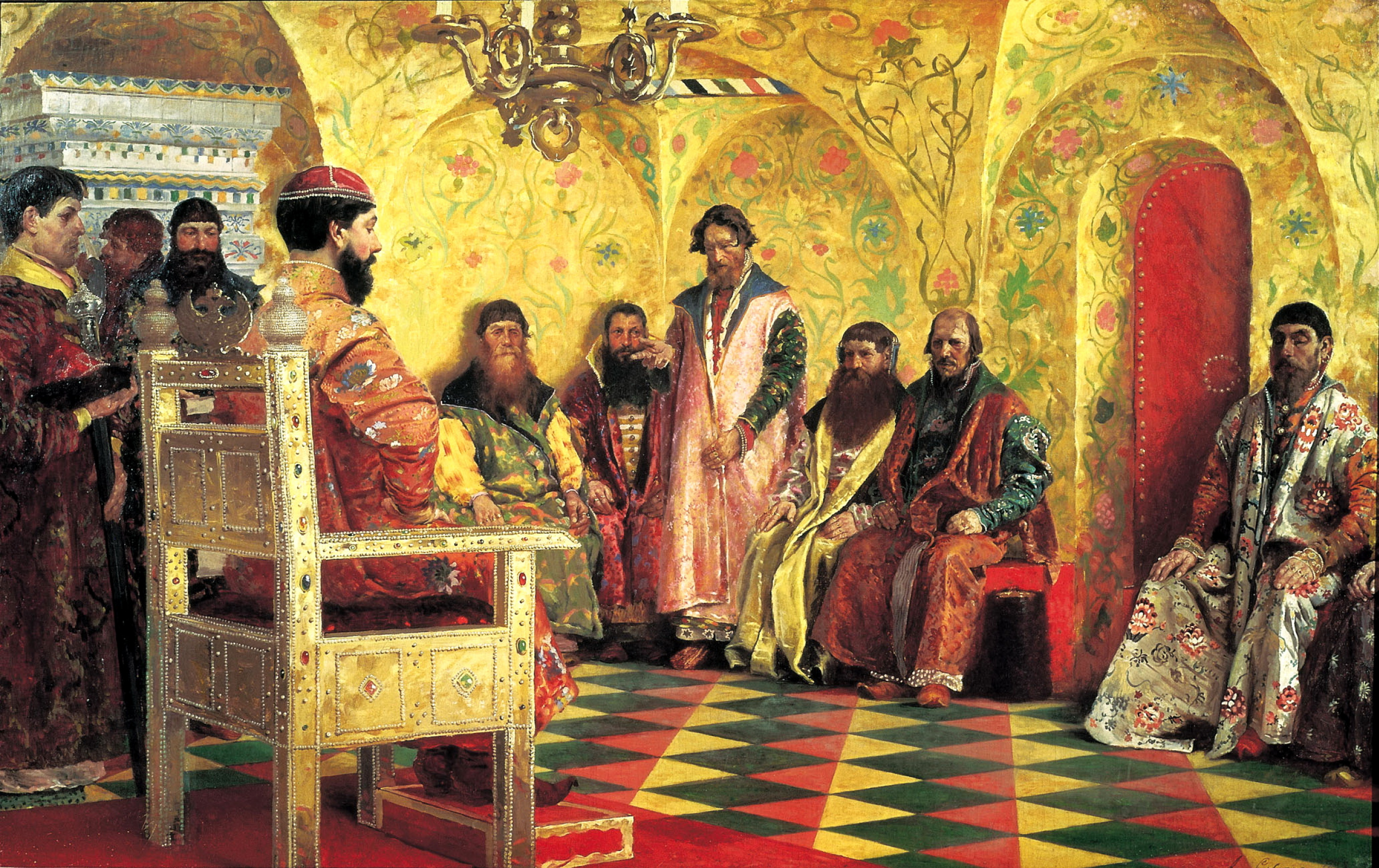
Sesión del zar Mikhail Feodorvich con sus boyardos en su Cámara de Estado. 1893
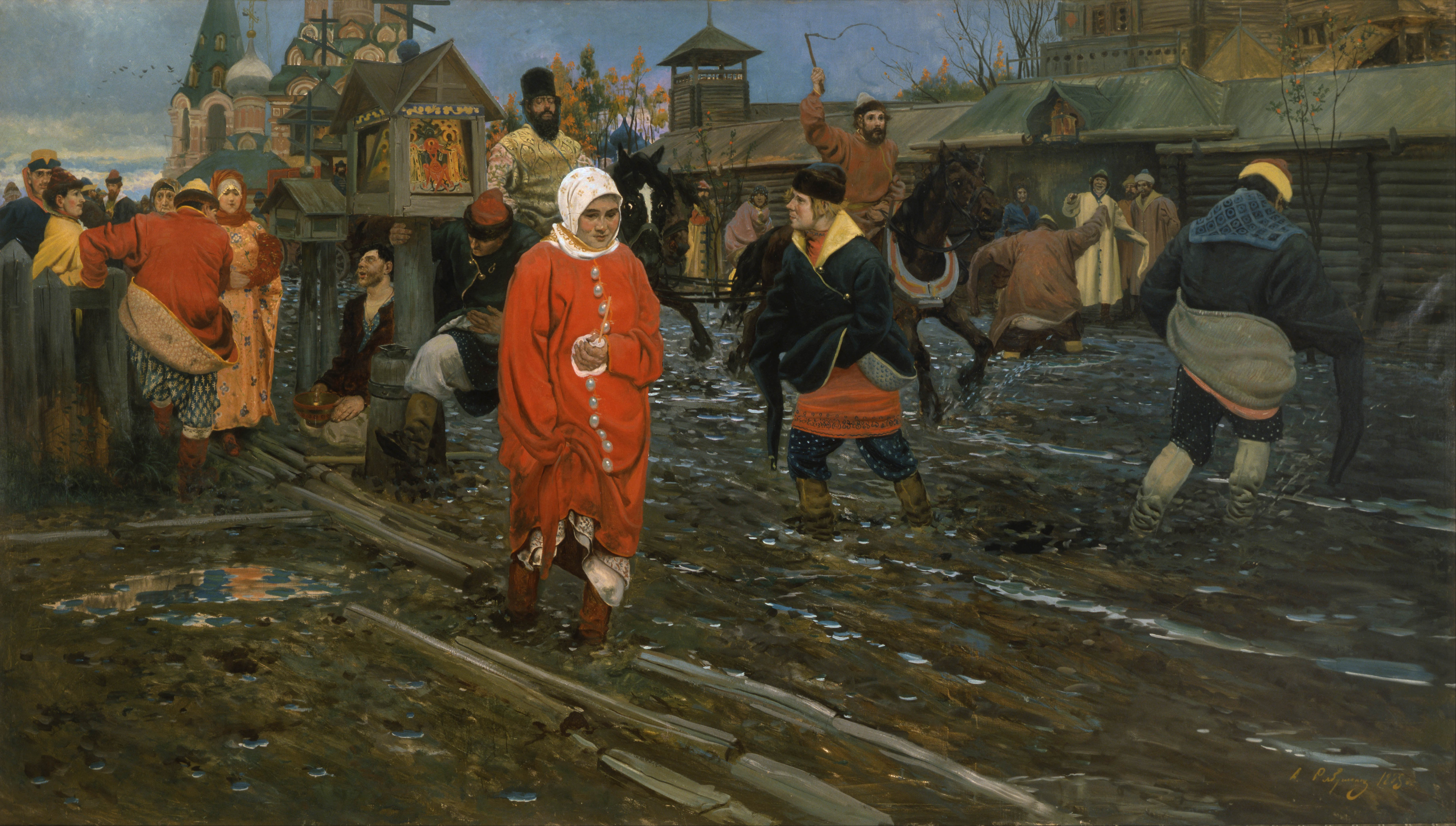
Una calle de Moscú del siglo XVII de vacaciones. 1895
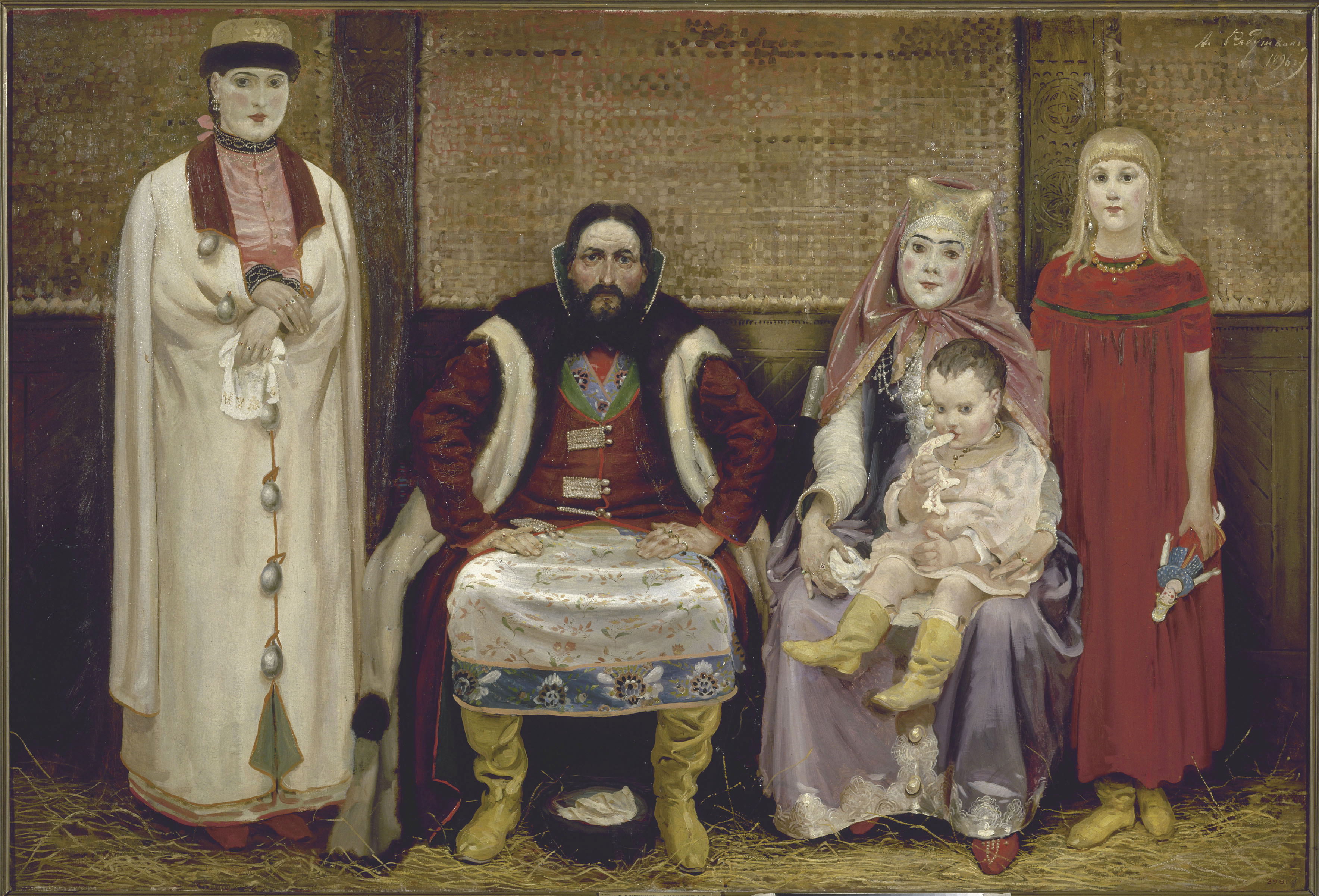
Familia de comerciantes en el siglo XVII. 1896
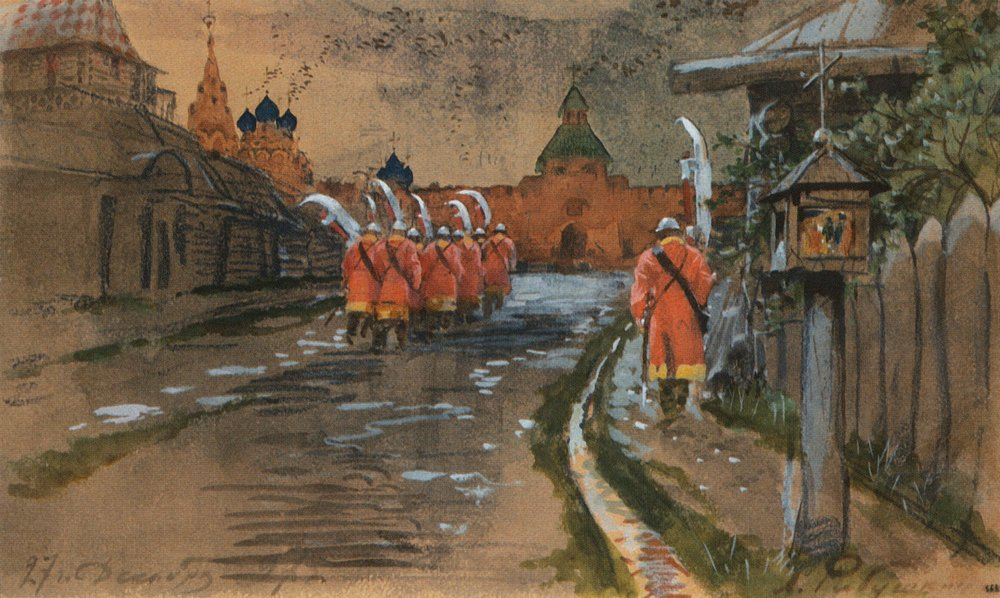
Strelets Patrol en Ilyinsky Gates en el Viejo Moscú. 1897
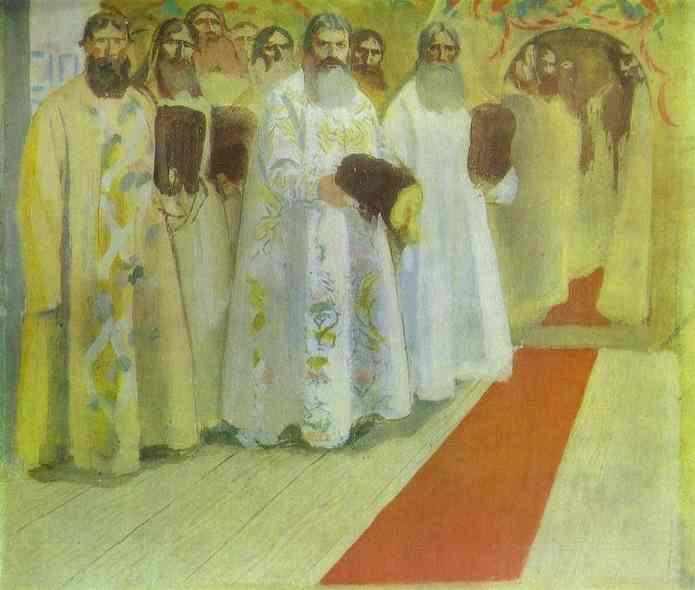
Esperando al zar. 1901
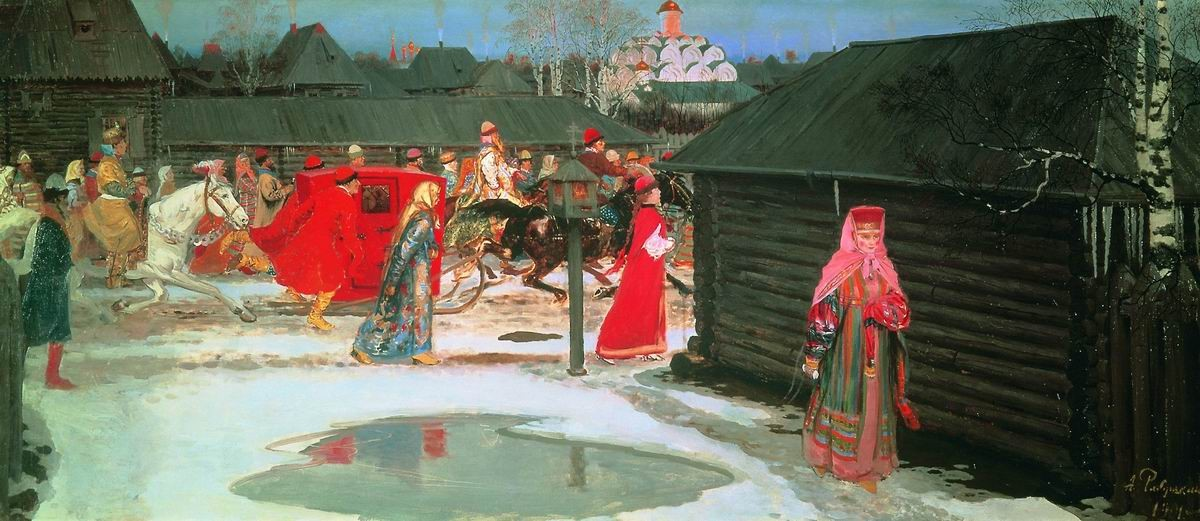
Tren de bodas en el Moscú del siglo XVII. 1901
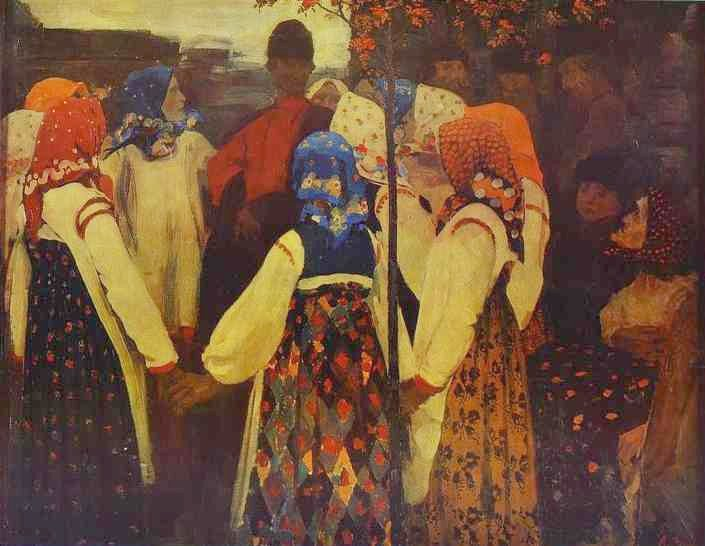
Un joven irrumpe en el baile de las niñas y las ancianas entran en pánico. 1902
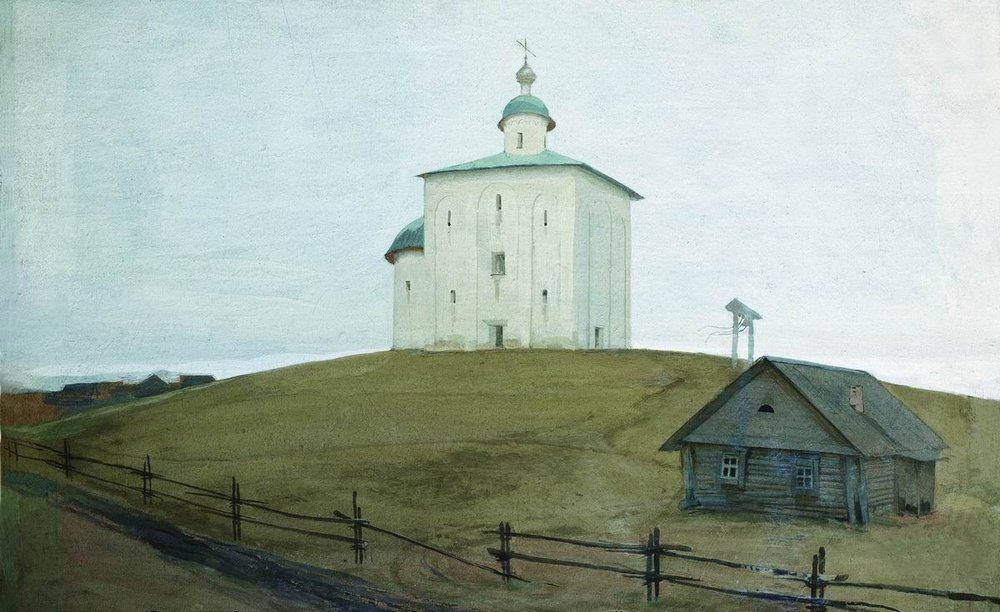
Iglesia de Novgorod. 1903